# Čarobni mač
Čarobni mač (eng. Magic Sword: Quest For Camelot) je animirani film iz radionice Warner Bros. Animation studija, ostvaren 1998. Utemeljen je na romanu The King's Damosel (Vera Chapman), a sniman je u Austinu, Texas. Postigao je visoki stupanj gledanosti.
Film govori o mladoj djevojci Kayley koja želi biti vitez Okruglog stola u Camelotu, slijepom mladiću Garrettu koji samo želi biti sam, jednom dvoglavom zmaju i njihovoj potrazi za Excaliburom. 

## Radnja
Radnja govori o djevojci Kayley koja želi biti vitez Okruglog stola u Camelotu. Još kao vrlo malena izgubi oca Sir Lionela, također viteza Okruglog stola. Njega je ubio Sir Ruber dok je s Lionelom i ostalim vitezovima odrađivao službu. Ruber je pobjegao, a kralj Arthur obećaje Lady Juliani, Kayleynoj majci da su ona i njena kći uvijek dobrodošle u Camelot.
Deset godina kasnije Ruber šalje svog grifona u Camelot, koji je tamo ozlijedi kralja Arthura i ukrade mač Excalibur, isti onaj kojim ga je Arthur porazio nakon smrti Sir Lionela. No Ruber nije dobio mač jer je Merlin, Arthurov dvorski čarobnjak, poslao Aydena (sokola srebrnih krila) da ga zaštiti. 
Kayley je u međuvremenu čula za otmicu Excalibura i odlučila ga vratiti. No do nje dolazi Ruber, koji planira oteti nju i njenu majku kako bi došao u Camelot i zauzeo prijestolje. Od svog grifona saznaje da je mač u Zabranjenoj Šumi, pa pomoću crne magije stvara čudovišta koja će ga tamo pronaći. Kayley uspjeva pobjeći te se nakon potjere Ruberovih čudovišta nađe u Zabranjenoj Šumi. Tamo sreće slijepog putnika Garretta i Merlinovog sokola Aydena. Uvjeri ih da s njom potraže Excalibur.
Kada Kayley i Garrett dođu u Zemlju Zmajeva upozaju humorističnog, dvoglavog zmaja Devona i Cornwalla. Oni se ne vole, ne mogu letjeti ni rigati vatru te zbog toga žarko žele biti odvojeni. Nakon što su od tamo pobjegli Ruberu i njegovim vojnicima, Devon i Cornwall odluče prekršiti zakon zmajeva i pridružiti se Kayley i Garrettu. Kada su stali da prenoće, Kayley Garrettu otkriva da je njen otac bio Sir Lionel. Tada saznaje da je Garret bio konjušar u Camelotu. Jedne je noći izbio požar i dok spašavao konje je oslijepio. Nakon nesreće Kayleyn je otac jedini vjerovao u njega i pomogao mu da se prilagodi.
Kasnije, oni otkriju da Excalibur nije tamo gdje je ispao Ruberovom grifonu. Zbog Kayleyne nepažnje Garretta rane Ruberovi vojnici. Njih, nasreću, zarobi grm od trnja, pa su Kayley, Garrett i zmajevi uspjeli pobjeći. Sklonivši se u neku pećinu, Kayley se ispriča Garrettu jer je odbila šutjeti, pa on nije čuo Rubera i njegove vojnike. On joj kaže da je uredu. Tada shvate da su zaljubljeni, a Garrettova rana iscijeli zbog čarobnog šumskog bilja.
Nastavivši potragu, grupa se nađe u mračnoj pećini. U njoj živi ogromna, kamena neman koja ima mač Excalibur, te ga koristi kao čačkalicu. Kayley uspjeva uzeti mač i ponovo pobjeći Ruberu.
Kada se napokon nađu na izlazu Zabranjene Šume, Kayley poziva Garretta da pođe do Camelota s njom. On odbija i odlazi, govoreći da zbog svoje sljepoće ne pripada tom svijetu. No ćim je izašla iz šume, Kayley susretne Rubera koji ju zatoči, uzme mač i magijom ga pripoji na svoju ruku. Devon i Cornwall, koji su vidjeli što se dogodilo, pojure Garrettu te ga uvjere da pođe spasiti Kayley. Po prvi put surađujući, Devon i Cornwall uspiju poletjeti i rigati vatru.
U dvorcu, Ruber sretne i pokuša ubiti kralja Arthura. No Kayley i Garrett ga zaustave i prevare tako da Ruber vrati Excalibur u kamen. Iz kamena izađe plava magična zraka koja uništi Ruberova čudovišta, izliječi Arthurove rane te naposljetku uništi i samog Rubera. Također odvoji i Devona i Cornwalla, no pri njihovom zagrljaju ponovo se spoje.
Na kraju, nakon Ruberove smrti, Arthur izvuće Excalibur iz kamena, Kayley se uda za Garreta te postanu vitezovi Okruglog stola, što su oduvijek oboje i željeli. 

## Uloge
- Kayley - Hana Hegedušić
- Garret - Mario Mirković
- Cornwall - Siniša Popović
- Lady Juliana - Jasna Bilušić
- Sir Ruber - Adam Končić
- Kralj Arthur - Željko Šestić
- Grifon - Ranko Tihomirović
- Merlin - Emil Glad
- Devon - Dražen Bratulić
- Sjekira - Zoran Gogić
- Sir Lionel - Ranko Zidarić

### Ostali glasovi
- Ranko Tihomirović
- Zlatko Ožbolt
- Vlado Kovačić
- Tomislav Rališ